# Phalops guttulatus
Phalops guttulatus là một loài bọ cánh cứng trong họ Bọ hung (Scarabaeidae).